# Фоззард, Фред
Фред Фо́ззард (англ. Fred Fozzard; 14 июня 1945, Орегон, США) — американский борец вольного стиля и тренер, чемпион мира.

## Биография
Родился 14 июня 1945 года. В раннем детстве его семья жила в Портленде, штат Орегон. В возрасте двух лет заразился полиомиелитом, который искалечил его правую руку, кисть руки онемела, пальцы не могли хватать. Однако Фред Фоззард стал заниматься вольной борьбой и со временем разработал уникальный стиль борьбы.

В студенческие годы жил в городе Стилуотер, штат Оклахома и выступал за команду Университета Оклахомы–Стилуотер. На студенческом NCAA чемпионате США 1966 года Фоззард занял второе место, а его команда стала чемпионом. В 1967 году он выиграл NCAA чемпионат США, а в 1968 году занял третье место.
 
В 1969 году, впервые выступая на Чемпионате мира в Мар-дель-Плата, выиграл золотую медаль в весовой категории до 82 кг, в результате дисквалификации болгарского борца Ивана Илиева и советского борца Гурама Сагарадзе, схватка которых была объявлена договорной.

См. Иван Илиев. Скандал на Чемпионате мира по вольной борьбе 1969 года.

Ричард Сандерс и Фред Фоззард стали первыми двумя американскими чемпионами мира по вольной борьбе. 

Год спустя, на Чемпионате мира 1970 года в Эдмонтоне 
Фоззард занял 5-е место и больше не выступал в составе национальной сборной США на крупных международных турнирах.

С 1968 по 1972 год был также помощником тренера. Позднее становился помощником главного тренера и тренером в разных штатах США (Оклахома, Канзас, Орегон, Иллинойс). В 1977-1979 был тренером в средней школе города Сэнди (Орегон).

## Признание
- В 1988 году введен в Зал славы портлендской Межшкольной Лиги.[1]
- В 2012 году введен в Зал национальной славы борьбы США.

## Видео
Интервью Фреда Фоззарда, 2012 год